# Савчук Микола Володимирович
Микола Володимирович Савчук — майор, штурман навігаційного забезпечення бригади 7 БрТА Збройних сил України, учасник російсько-української війни, що загинув у ході російського вторгнення в Україну у 2022 році.

## Біографія
Народився на сході України. Рано залишився без батька, який теж був штурманом і загинув у Африці, залишивши сиротами трьох дітей.
Закінчив Харківський національний університет Повітряних сил імені Івана Кожедуба. Присвятив своє життя військовій авіації.
Пройшов курси управління повітряних сил у США, був військовим спостерігачем від місії ООН у Судані, часто їздив у закордонні відрядження.
Протягом років АТО/ООС ніс бойове чергування на оперативних аеродромах і залучався до виконання бойових завдань.
24 лютого 2022 року загинув у складі екіпажу разом з Дмитром Куликовим під час виконання бойового завдання з вогневого ураження живої сили та техніки противника в районі селища Фарбоване на Київщині.
За час проходження служби у лавах Повітряних сил ЗСУ неодноразово був відзначений відзнаками Міністерства оборони України..

## Нагороди
- орден «За мужність» III ступеня (2022, посмертно) — ''за особисту мужність і самовіддані дії, виявлені у захисті державного суверенітету та територіальної цілісності України, вірність військовій присязі.
- Медаль за миротворчість ООН, за 20 років сумлінної служби, за 15 років зсу.